# Med rört och tröstat hjärta
Med rört och tröstat hjärta, "Wenn meine Sünd’ mich kränken" är en passionspsalm av Justus Gesenius från 1646. Psalmen översattes till danska 1798, i Evangelisk-kristelig Psalmbog, Naar synden mig anklagar. Johan Olof Wallin har haft denna översättning som förebild i Förslag till Svensk Psalmbok 1816 och använde då endast verserna 2-5. Psalmen har i sin svenska version fem verser. Melodi är O Jesu, än de dina från 1539, samma som nr 148 i 1697 års koralbok.
Psalmen inleds 1819 med orden: 
Med rördt och tröstadt hjerta

Jag prisar, Jesu! dig;

Ty all din ångst och smärta

Du utstår ock för mig.

## Publicerad i
- 1819 års psalmbok som  nr 97  under rubriken "Jesu lidande, död och begravning: Tacksamma suckar vid Jesu kors"
- 1937 års psalmbok som  nr 97  under rubriken "Passionstiden".